# Эдвардс, Ниниан
Ниниан Эдвардс (англ. Ninian Edwards; 1775—1833) — американский политик, первый и единственный губернатор территории Иллинойс, первый сенатор от штата Иллинойс, 3-й губернатор штата Иллинойс.

## Биография
Родился 17 марта 1775 года в округе Монтгомери, штат Мэриленд, в семье Бенджамина Эдвардса (1753—1829) и Маргарет Билл Эдвардс (1754—1826).
Получил домашнее образование от репетиторов, одним из которых был будущий Генеральный прокурор США Уильям Вирт. С 1790 по 1792 годы обучался в колледже Dickinson College, но не закончив его, продолжил самостоятельно изучать право.
В 1794 году Эдвардс переехал в Нельсон, штат Кентукки, чтобы управлять семейными землями. Проявиви свои способности в бизнесе, а также лидерские уачества, был избран на место Палаты представителей в Кентукки. В 1803 году он переехал в город Расселлвилл, где занимал различные государственные должности.
C 1 марта 1809 года по 6 октября 1818 года был единственным губернатором территории Иллинойс. Затем, с 6 декабря 1826 года по 6 декабря 1830 года был третьим губернатором штата Иллинойс. По окончании срока губернаторства вернулся к частной жизни. В 1832 году баллотировался в палату представителей США, но проиграл. После этого Эдвардс посвятил себя благотворительной деятельности медицинской работы в Белвилле.
В 1833 году, во время эпидемии холеры начавшейся на фоне войны Чёрного Ястреба, в городе находился генерал Уинфилд Скотт, который заболел, а Ниниан Эдвардс остался в городе, чтобы ухаживать за ним. Эдвардс подхватил эту же болезнь и умер 20 июля 1833 года. Был похоронен в Белвилле, позже его прах был перенесён в город Спрингфилд, штат Иллинойс, на кладбище Oak Ridge Cemetery.